# Fick (Familienname)
Fick ist ein deutschsprachiger Familienname.

## Herkunft und Bedeutung
Fick (auch Ficke, Vick) ist eine niederdeutsche Kurzform zu Friedrich.

## Varianten
- Vicke (um 1294), Figgi (um 1430)
- Fickler (um 1539), Vicker (um 1358) oder Ficker (um 1467) möglich

## Namensträger
- Adolf Fick (1829–1901), deutscher Physiologe und Hochschullehrer
- Adolf Fick (Architekt) (1901–1931), deutscher Architekt und Baumeister
- Adolf Gaston Eugen Fick (1852–1937), deutscher Ophthalmologe
- Amalie Næsby Fick (* 1986), dänische Regisseurin
- Anton Fick (1891–1960), deutscher Heimatforscher
- August Fick (1833–1916), deutscher Germanist und Sprachforscher
- Carl von Fick (1801–1883), deutscher Theologe und Pastor
- Carl Fick (1918–1990), US-amerikanischer Dokumentarfilmer und Autor
- Dieter Fick (* 1935), deutscher Physiker und Hochschullehrer
- Elfriede Ederer-Fick (1950–2016), österreichische Pädagogin und Hochschullehrerin
- Ernst Fick (Fußballspieler) (* 1925), deutscher Fußballspieler
- Ernst Otto Fick  (1898–1945), deutscher SS-Brigadeführer und Generalmajor der Waffen-SS
- Eugen Fick (1926–2009), deutscher Physiker
- François Fick (* 1862), deutscher Kaufmann und Politiker
- Friedrich Fick (Beamter) (1783–1861), deutscher Baubeamter
- Friedrich Fick (Friedrich Wilhelm Fick; 1863–1955), deutscher Politiker (DDP)
- Fritz Fick (1871–1929), Schweizer Rechtsanwalt
- Gabriella Da Silva Fick (* 2000), australische Tennisspielerin
- Hans Fick (1899–nach 1958), deutscher Zahnmediziner und Verbandsfunktionär
- Heinrich von Fick (1678–1750), russischer Staatsbeamter und Reformer, siehe Heinrich Claus von Fick
- Heinrich Fick (Rechtswissenschaftler) (1822–1895), deutscher Rechtswissenschaftler und Hochschullehrer
- Heinrich Fick (Maler) (1860–1911), deutscher Maler und Bergsteiger
- Heinrich Fick (Politiker, 1873) (1873–1965), deutscher Politiker, MdPL Hannover
- Heinrich Fick (Politiker, 1874) (1874–1953), deutscher Politiker, MdL Oldenburg
- Heinrich Claus von Fick (1678–1750), Bürgermeister von Eckernförde und Verwaltungsreformer in Russland
- Heinrich Hermann August Fick (auch Henry H. Fick; 1849–1935), US-amerikanischer Pädagoge, Dichter und Autor
- Hermann Fick (1822–1885), US-amerikanischer Pastor, Theologe und Liedtextdichter
- Hugo Fick (1891; † unbekannt), deutscher Fußballspieler
- Johann Christian Fick (1763–1821), deutscher Historiker, Geograph und Anglist
- Johann Christoph von Fick († 1787), pfälzischer Vizekanzler
- Johann Jakob Fick (1662–1730), deutscher Mediziner und Hochschullehrer
- Johann Justus Fick (1698–1765), deutscher Mediziner
- Joseph Fick (1800–1881), österreichischer Archivar, Historiker und Erzieher
- Karl Fick (1881–1945), deutscher Politiker (SPD), MdL Oldenburg
- Karl E. Fick (Karl Emil Fick; 1917–2011), deutscher Geographiedidaktiker und Hochschullehrer
- Klaus Fick (* 1930), deutscher Fußballspieler
- Ludwig Fick (1813–1858), deutscher Anatom
- Monika Fick (* 1958), deutsche Literaturwissenschaftlerin
- Otto Fick (1890–1960), deutscher Pädagoge und Manager
- Peter Fick (1913–1980), US-amerikanischer Schwimmer
- Peter Johann Fick (auch Peter Joachim Fick; † 1743), deutscher Komponist
- Richard Fick (1867–1944), deutscher Indologe und Bibliothekar
- Richard Fick (Lehrer) (1897–nach 1931), deutscher Lehrer und Schulbuchautor
- Robert Fick (* 1974), US-amerikanischer Baseballspieler
- Roderich Fick (1886–1955), deutscher Architekt
- Rudolf Fick (1866–1939), deutscher Anatom
- Sigrid Fick (1887–1979), schwedische Tennisspielerin
- Ulrich Fick (1923–2019), deutscher Rundfunkpfarrer und Autor
- Walter Fick (1917–1992), deutscher Internist und Schriftsteller
- Wilhelm Fick (1898–1981), deutscher Chirurg, Chefarzt am Rudolf-Virchow-Krankenhaus
- Willi Fick (1891–1913), deutscher Fußballspieler
- Willy Fick (1893–1967), deutscher Maler